# Escambray
Escambray je pohoří v jižní části centrální Kuby. Je známé také pod indiánským názvem Guamahaya. Pohoří je 80 km dlouhé a 80 km široké, nejvyšší horou je Pico San Juan s nadmořskou výškou 960 m. Zasahuje na území provincií Sancti Spíritus, Cienfuegos a Villa Clara, protéká jím řeky Abagama a Hanabanilla s velkou přehradou. V jihovýchodní části pohoří se nachází lokalita Světového dědictví Valle de los Ingenios s plantážemi cukrové třtiny a přírodní rezervace Topes de Collantes, kde roste kubánská národní květina Hedychium coronarium. V krajině převládají lesy a pastviny, pěstuje se kávovník. Obtížně přístupná krajina s hlubokými údolími byla využívána k vedení partyzánské války: za kubánské revoluce zde operoval Che Guevara a v letech 1959 až 1965 probíhalo ozbrojené povstání proti Castrovu režimu, potlačené s pomocí Sovětského svazu.